# Anatolij Parfënov
Anatolij Ivanovič Parfënov (in russo Анатолий Иванович Парфëнов?; 17 novembre 1925 – Mosca, 28 gennaio 1993) è stato un lottatore sovietico, dal 1991 russo, specializzato nella lotta greco-romana.

## Palmarès

### Olimpiadi
- 1 medaglia:
  - 1 oro (Melbourne 1956 negli 87 kg)